# بيدرو أرايا تورو
بيدرو أرايا تورو (بالإسبانية: Pedro Araya Toro)‏ (23 يناير 1942 بسانتياغو في تشيلي - ) هو مدرب كرة قدم ولاعب كرة قدم تشيلي في مركز جناح ‏، شارك في كأس العالم 1966. وشارك مع منتخب تشيلي لكرة القدم. أما مع النوادي، فقد لعب مع نادي أطلس ونادي أونيفرسيداد دي تشيلي ونادي سان لويس.

## وصلات خارجية
- بيدرو أرايا تورو على موقع الاتحاد الدولي (مؤرشف)  (الإنجليزية)
- بيدرو أرايا تورو على موقع قاعدة بيانات كرة القدم.إي يو (الإنجليزية)
- بيدرو أرايا تورو على موقع ناشيونال فوتبول تيمز (الإنجليزية)
- بيدرو أرايا تورو على موقع عالم كرة القدم.نت (الإنجليزية)